# Rifugio Gherardi
Il rifugio Angelo Gherardi è un rifugio situato nel comune di Taleggio (BG), in Val Brembana, nelle Prealpi Orobiche, a 1.650 m s.l.m.

## Caratteristiche e informazioni
Il rifugio è di proprietà della sezione di Bergamo del CAI, ma la gestione è affidata ad un gruppo di volontari dell'Operazione Mato Grosso ed il ricavato è interamente devoluto per il sostentamento dell'attività dell'ospedale di Chacas in Perù, ha una capienza di circa 80 posti letto e altrettanti posti a sedere in sala da pranzo. È aperto in modo continuativo da inizio giugno a metà settembre, mentre per il resto dell'anno rimane aperto solo nei giorni festivi e prefestivi, rimane chiuso tutto il mese di febbraio.
Il rifugio è facilmente accessibile dalla frazione Quindicina di Pizzino in Val Taleggio e pertanto è raccomandabile a chi inizia a muovere i primi passi in montagna. L'ambiente è assolutamente dolce e privo di pericoli, ed offre un vastissimo panorama su tutta la valle e la pianura lombarda.

## Accessi
Il rifugio è raggiungibile:
- da Quindicina di Pizzino, segnavia n. 120 percorribile in 1 h
- da Cassiglio, segnavia n. 101 percorribile in 3,30 h.
- dai Piani di Artavaggio, in 1,30 h.

## Ascensioni
- Monte Sodadura (2.010 m) - difficoltà E
- Monte Araralta (2.009 m) - difficoltà E
- Pizzo Baciamorti (2.006) - difficoltà E

## Traversate
Il rifugio può anche essere raggiunto:
- dal Rifugio Cazzaniga-Merlini (1.889 m) in 1,30 h
- dal Rifugio Nicola (1.880 m) in 1,30 h
- dalla Bocchetta di Regadur in 1 h

Il rifugio è la meta intermedia della variante alla 1ª tappa del Sentiero delle Orobie occidentali, da Quindicina di Pizzino, segnavia n. 120 percorribile in 1 h. Da qui si prosegue alla volta del rifugio Cazzaniga-Merlini (meta della 1ª tappa) tramite il sentiero n. 101 in 3 h.

## Curiosità
In inverno i pendii alle spalle del rifugio ospitano la gara di sciescursionismo Trofeo Gherardi. È inoltre possibile raggiungere il rifugio in mountain bike da Pizzino lungo la nuova strada sterrata per i Piani d'Alben.